# Rue Olivier-de-Clisson
La rue Olivier-de-Clisson est une voie à Josselin, dans le Morbihan, en France. 

## Situation et accès
La rue Olivier-de-Clisson est la rue principale et pittoresque du centre historique de Josselin. Orientée Nord-Sud, elle donne, au sud, sur la place Notre-Dame et le parvis de la basilique Notre-Dame-du-Roncier et, au nord, sur la place de la Libération.

## Origine du nom
Cette rue porte le nom d'Olivier V de Clisson, grand seigneur féodal breton et connétable de France, mort au château de Josselin.

## Historique
Cette rue est détruite en 1168 par Henri II Plantagenêt, comme la basilique et l'ensemble de la ville.
Au XVe siècle, Josselin est une ville industrieuse et active où se multiplient, dans l'ensemble des rues, les éventaires et marchands de toute sorte. On y trouve ainsi, entre autres, des tisserands, des peigneurs de laine, des serruriers, des armuriers, des cordonniers, des parcheminiers, des blanconniers, des drapiers, des tailleurs, des selliers, des cordiers, des cloutiers, des tanneurs, etc.

## Bâtiments remarquables et lieux de mémoire
- à l'angle de la place Notre-Dame : basilique Notre-Dame du Roncier
- no 1 : Maison du XVe siècle ( Inscrit MH (1931)[4])
- no 4 : Hôtel du XVIIIe siècle ( Inscrit MH (1996)[5])
- no 19 : Maison d'Eustache Roussin (1724-1806), maître forgeron de Versailles et ferronnier d'art natif de Josselin. Il réalisa les chaires de la basilique Notre-Dame du Roncier et de l'église Saint-Cornély de Carnac[6], ainsi que plusieurs grilles de chœur dont celle de l'église Saint-Pierre de Lanouée et les grilles des châteaux de Versailles ou de Trégranteur[7]…
- no 21 : Maison Morice, du XVIe siècle ( Inscrit MH (1933),  Classé MH (1939)[8])
- no 27 : Maison du XVIe siècle[9] ( Inscrit MH (1931)[10])

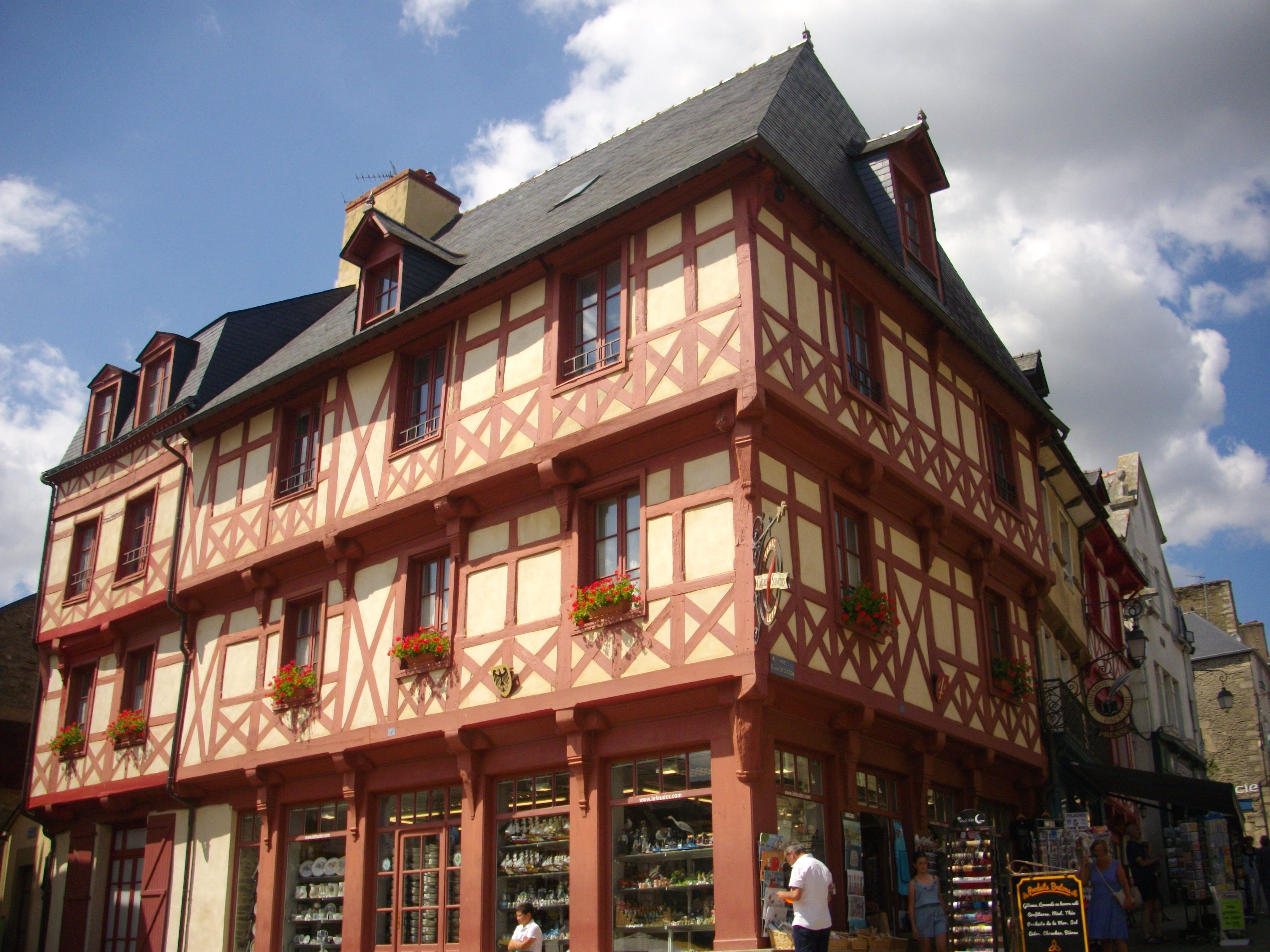
no 1
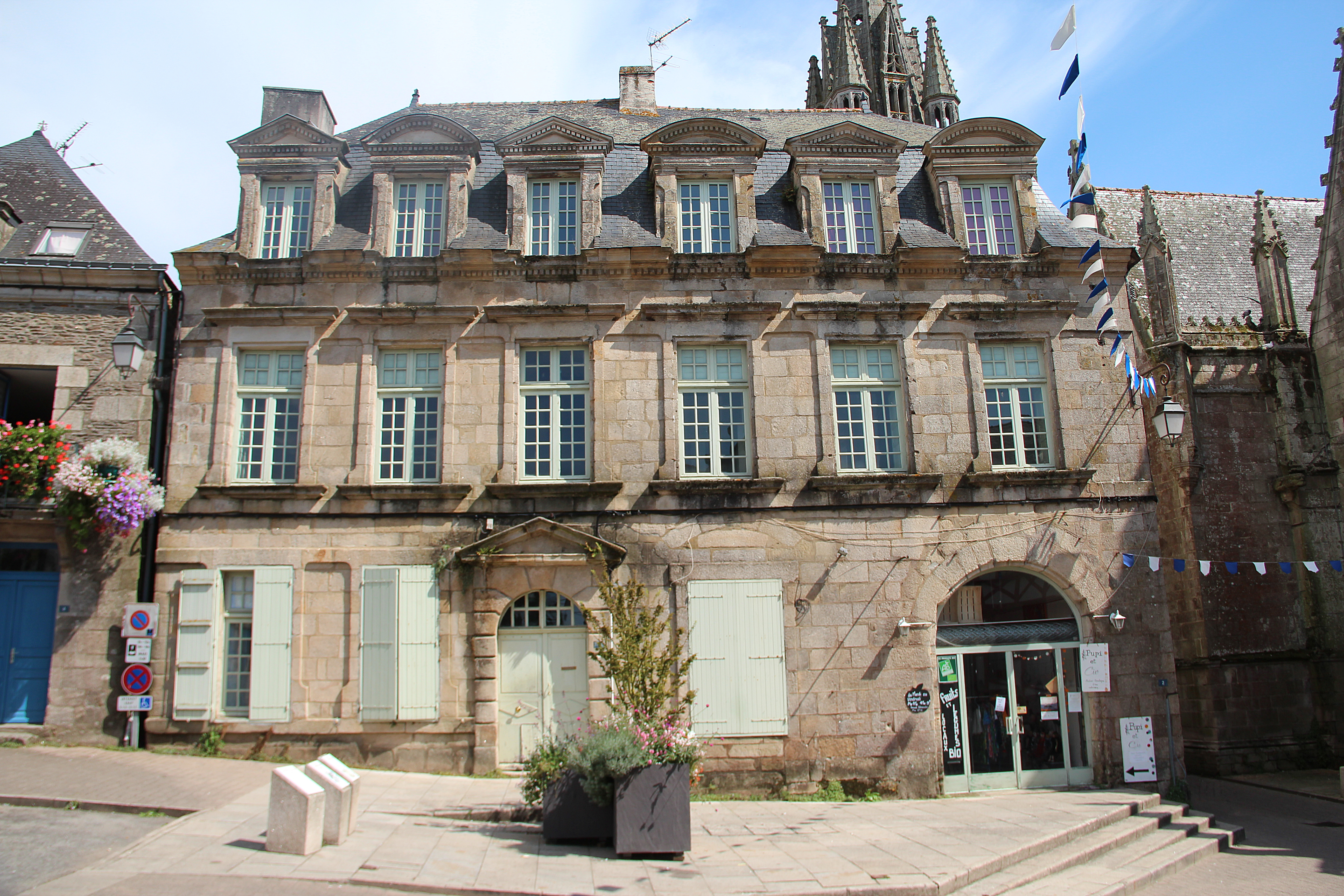
no 4
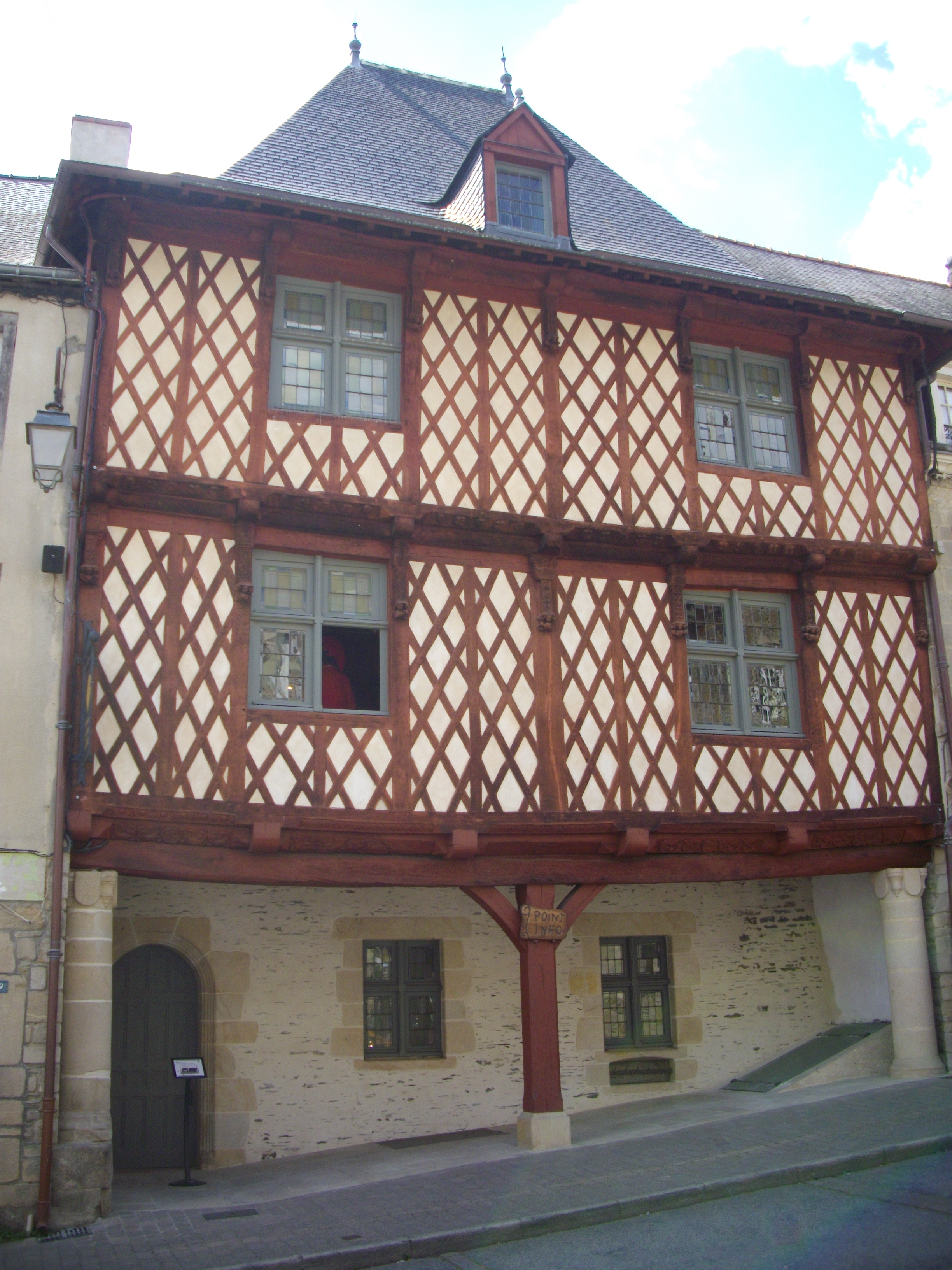
no 21 dite maison Morice
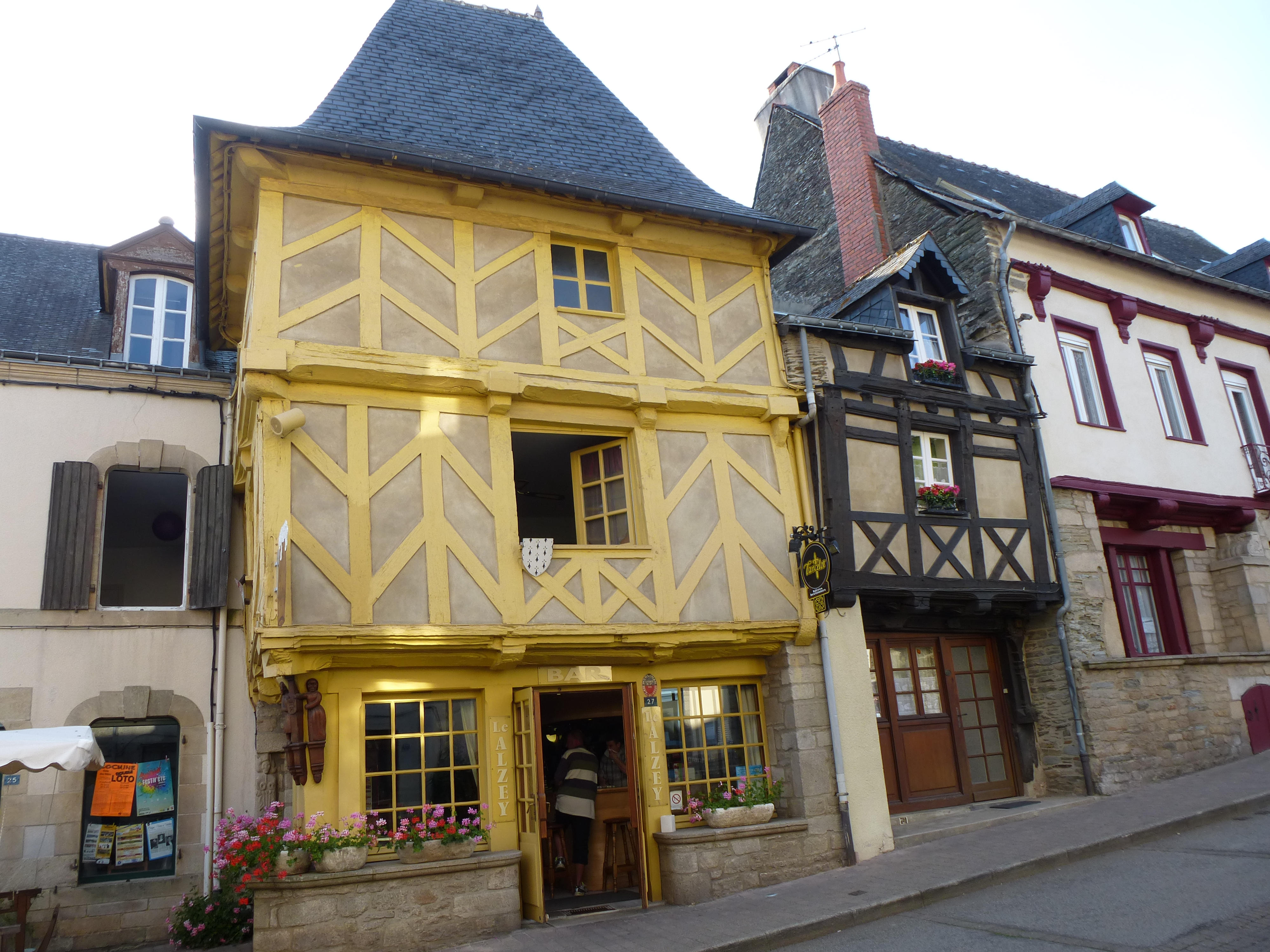
no 27

- au carrefour de la ruelle des Ombres et de la rue Saint-Michel : Emplacement de l'ancienne porte Saint-Martin. Cette porte nord de la ville, qui était également appelée porte de Haut, donnait accès au faubourg Saint-Martin par un pont dormant enjambant les douves. Elle était flanquée de deux tourelles, appelées casemates, étaient couvertes d'ardoises et sa voûte abritait en temps de paix de petites boutiques. Tout comme la muraille de la ville, qui était en ruine, cette porte disparut dans le courant du XVIIIe siècle.